# GSC2717-1532
GSC2717-1532 — хімічно пекулярна зоря спектрального класу A0, що має видиму зоряну величину в смузі V приблизно  9,9.

## Пекулярний хімічний склад
Зоряна атмосфера GSC2717-1532 має підвищений вміст 
Si
.